# Lucé-sous-Ballon
Lucé-sous-Ballon is een gemeente in het Franse departement Sarthe (regio Pays de la Loire) en telt 108 inwoners (2009). De plaats maakt deel uit van het arrondissement Mamers.

## Geografie
De oppervlakte van Lucé-sous-Ballon bedraagt 6,7 km², de bevolkingsdichtheid is dus 16,1 inwoners per km².
De onderstaande kaart toont de ligging van Lucé-sous-Ballon met de belangrijkste infrastructuur en aangrenzende gemeenten.

## Demografie
Onderstaande figuur toont het verloop van het inwonertal (bron: INSEE-tellingen).